# Собор Сан-Кристобаль-де-ла-Лагуна
Собор Сан-Кристобаль-де-ла-Лагуна (исп. Catedral de San Cristóbal de La Laguna) — католическая церковь, находящаяся в городе Сан-Кристобаль-де-ла-Лагуна, остров Тенерифе, (Канарские острова, Испания). Церковь является кафедральным собором епархии Сан-Кристобаль-де-ла-Лагуна. Собор расположен в историческом центре города, признанного ЮНЕСКО объектом Всемирного наследия в 1999 году.

## История
В 1511 году на месте, где сегодня находится современный храм, по указу завоевателя острова Алонсо Фернандеса де Луго была построена небольшая церковь, которая, как предполагается, была воздвигнута на захоронении гуанчей. В 1515 году церковь была перестроена и освящена в честь Пресвятой Девы Марии Утешительницы (Лос-Ремедиос).
21 декабря 1819 года римский папа Пий VII учредил новую епархию Ла-Лагуны, церковь Пресвятой Девы Марии стала кафедральным собором этой епархии. В то время, когда церковь была построена и стала собором, столицей острова была Сан-Кристобаль-де-ла-Лагуна. В настоящее время столицей острова является город Санта-Крус-де-Тенерифе. Собор также является приходским храмом и паломническим центром, посвящённым Пресвятой Деве Марии Утешительнице, которая является покровительницей епархии.
Фасад церкви датируется 1820 годом, в то время как остальная часть собора была перестроена между 1904 и 1915 годами. 5 октября 1983 года собор Ла-Лагуны был объявлен национальным историко-художественный памятником Испании.
В 2002 году собор во время реставрации собор был закрыт для богослужений и снова был открыт в 2014 году после окончания реставрации.

## Архитектура
Собор был построен из бетона и стал одним из первых зданий в Испании, при строительстве которого был использован данный материал. Главный центральный купол и своды выполнены из пропиленовых волокон, которые были применены впервые в мире при строительстве религиозного здания. Фасад собора выполнен из камня девятнадцатого века и был построен по аналогии с фасадом Кафедрального собора в Памплоне в Наварре.
Собор имеет три просторных нефа и свод, который окружает высокий алтарь. Эти архитектурные элементы придают интерьеру собора средневековый вид, что отличает храм от колониального стиля. Купол увенчан большим бетонным крестом. Храм имеет 41,5 метров в высоту, что делает его высшей точкой исторического центра города. Меньшие своды увенчаны небольшими фонарями. Купол покрыт медными пластинами в подражании соборам центральной и северной Европа. Внутри собора находятся девять часовен, каждая со своими алтарём и иконами.

## Произведения искусства
Внутри собора находятся произведения религиозного искусства:
- Кафедра из итальянского каррарского мрамора, сделанная Паскуале Боччардо[итал.] из Генуи. Считается лучшей мраморной работой на Канарских островах;
- Алтарь Пресвятой Девы Марии Утешительницы (Лос-Ремедиос), сделанный в стиле барокко в первой половине XVIII века. На алтаре расположены семи панелей, приписываемых Хендрику ван Балену, учителю Ван Дейка. Крупнейший алтарь из Канарских островов;
- Скульптура «Христос — Глава Семейства». Автор — скульптор Фернандо Эстевес;
- Икона «Души в Чистилище» авторства художника Кристобаля Эрнандеса де Кинтаны;
- Мраморная дарохранительница работы известного художника Хосе Лухана Переса. Датируется 1795.

Также внутри собора покоятся мощи святых Аврелия Кордовского, Фаустина, Венестра и Амадо из Нуско, а также демонстрируются частица мантии святого Фернандо и мощи апостола Иакова. Самыми важными реликвиями собора считаются мощи святых Педро де Сан Хосе Бетанкура и Жозе ди Аншиеты.
В этом храме также находятся останки Алонсо Фернандеса де Луго, завоевателя острова и основателя города, по прозвищу Эль Аделантадо. Кроме того, есть гробницы нескольких епископов.

## Дом капитула и Музей иконописи
Около собора находится соединённый с ним Дом капитула, который был построен в XVIII веке в канарском стиле. Дом капитула был предназначен для собрания каноников, служивших в соборе. В настоящее время в Доме капитула находится Музей икон, представляющий собой одно из самых больших собраний византийских икон в Испании. В музее демонстрируются около 160 оригинальных икон, большинство из которых в основном относятся к XVIII веку. Эти иконы куплены в различное время за частные пожертвования епископов, подарены торговцами и доставлены из России, Румыния, Югославии, Италии и Греции.

## Галерея
- Кафедра собора авторства Паскуале Боччиардо.
- Распятие "Кристо-де-лос-Ремедиос", венчающее дарохранительницу.
- Мемориальная доска на месте, где находятся останки губернатора Алонсо Фернандеса де Луго.
- Алтарь Пресвятой Девы Марии Лос-Ремедиос.
- Купол собора.